# Château de Villeroy (Mennecy)
Le château de Villeroy est un château disparu, situé sur l'actuelle commune de Mennecy, propriété de la Maison de Neufville,, siège d'un marquisat, puis d'un duché pairie érigé par lettres de Louis XIV en 1651.

## Villeroy à la Renaissance

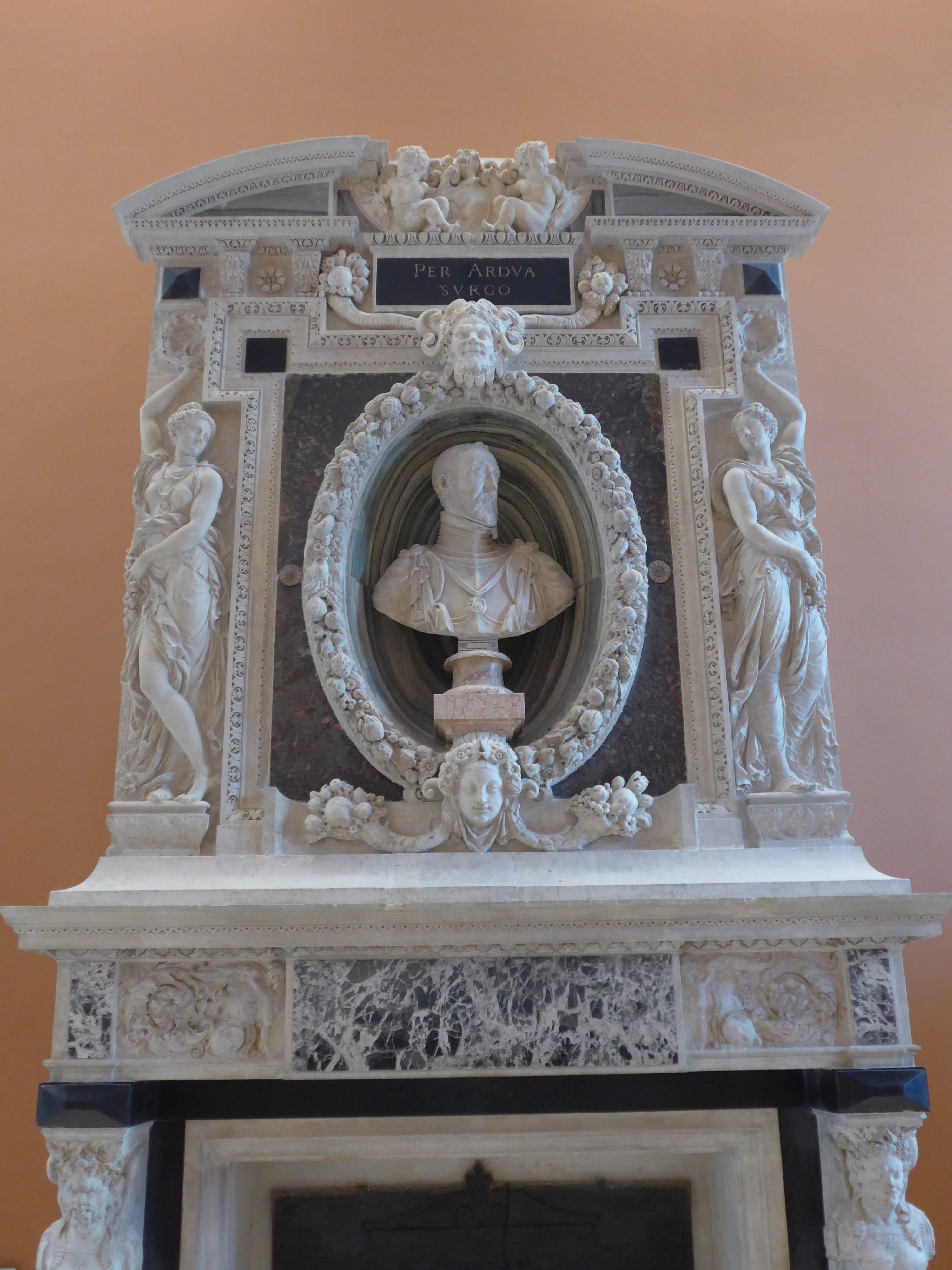
Cheminée provenant du château de Villeroy, Musée du Louvre. Le buste de Henri II n'est pas d'origine

Au début du XVIe siècle, Villeroy appartient à la famille Le Gendre. Pierre Le Gendre, seigneur d'Alincourt, Villeroy, trésorier de France des rois Louis XII et François 1er, prévôt des marchands de Paris en 1508, meurt sans postérité, léguant ses domaines en 1524 à Nicolas II de Neufville, petit-fils de sa sœur Geneviève Le Gendre. La Maison de Neufville conservera la terre de Villeroy jusqu'à la Révolution.
Madeleine de l’Aubespine, épouse de Nicolas IV de Neufville de Villeroy, poétesse reconnue comme fille spirituelle de Ronsard, habite le beau château construit à partir de 1559.

## Le château du Grand Siècle

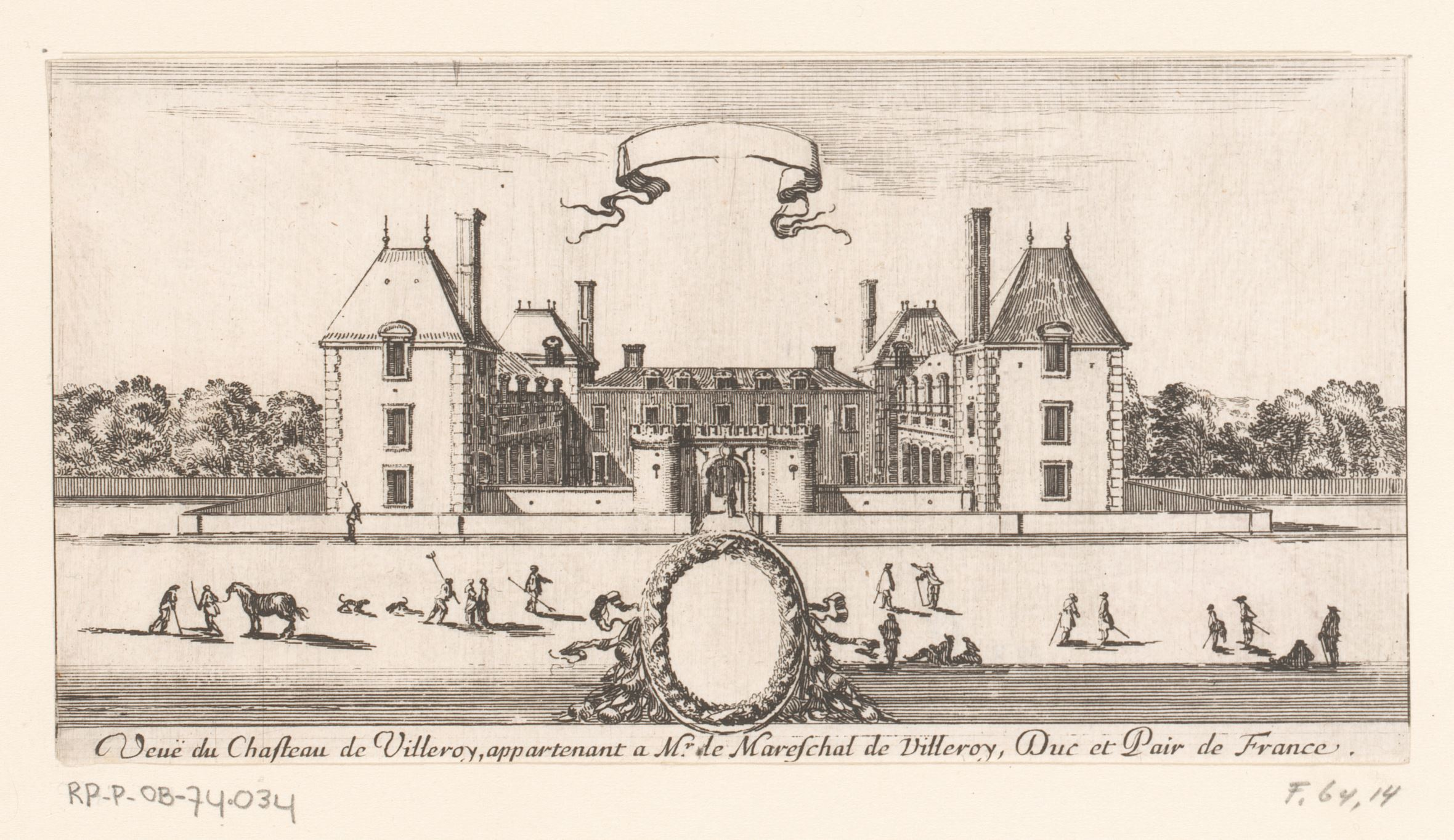
Château de Villeroy, vu de face au XVIIe siècle - Israël Silvestre

D'après deux gravures d'Israël Silvestre, le château de Villeroy comportait dans la seconde moitié du XVIIe siècle, quatre pavillons reliés entre eux par trois corps de logis, formant un "U" autour d'une cour fermée sur le 4e côté, par un châtelet d'entrée,. Cet édifice s'insérait dans un vaste parc dessiné à la française, orné de parterres, d'avenues, de bassins et de statues.
Charles de Neufville, seigneur de Villeroy, ambassadeur à Rome, est fait marquis de Villeroy en 1615. Son fils, Nicolas V de Neufville de Villeroy, maréchal de France, est fait duc de Villeroy en 1651.
Le Roi Louis XIV et la Reine appréciaient le château de Villeroy, où ils faisaient souvent étape sur leurs trajets entre le château de Versailles et le château de Fontainebleau. Ils y avaient donc leurs appartements.

## AuXVIIIesiècle
Le château comportait une chapelle, aménagée à l'extrémité de l'aile droite, ornée d'une copie de la Descente de croix de Rubens. Cette chapelle donnait sur une galerie ornée par une réplique en bronze de la statue équestre de Louis XIV exécutée pour la ville de Lyon. Suivaient un salon, une autre pièce, puis une salle des gardes, ornée de portraits de membres de la maison de Neufville, et la chambre du Roi. Au premier étage, se trouvaient les appartements de la Reine, précédés aussi par une salle des gardes.
Le château était précédé d'une avant-cour, bordée par deux corps de bâtiments, aujourd'hui disparus, séparés du château par des fossés secs.

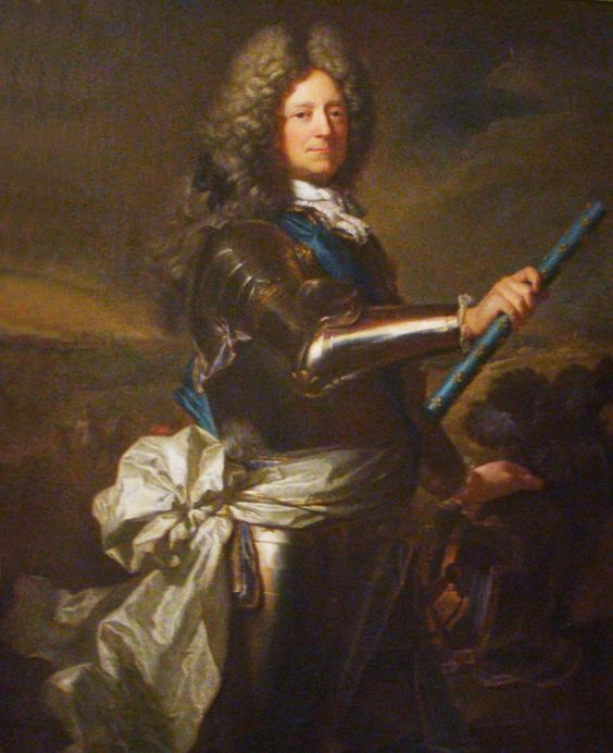
François de Neufville, 2e duc de Villeroy, maréchal de France (1644-1730) - Hyacinthe Rigaud

Le parc comportait trois terrasses et un labyrinthe.

Le 5e duc de Villeroy, Gabriel Louis François de Neufville, fait construire en 1775 les deux dépendances du château subsistant aujourd'hui. Il est guillotiné pendant la Terreur, en 1794. Ses héritières vendent le domaine.

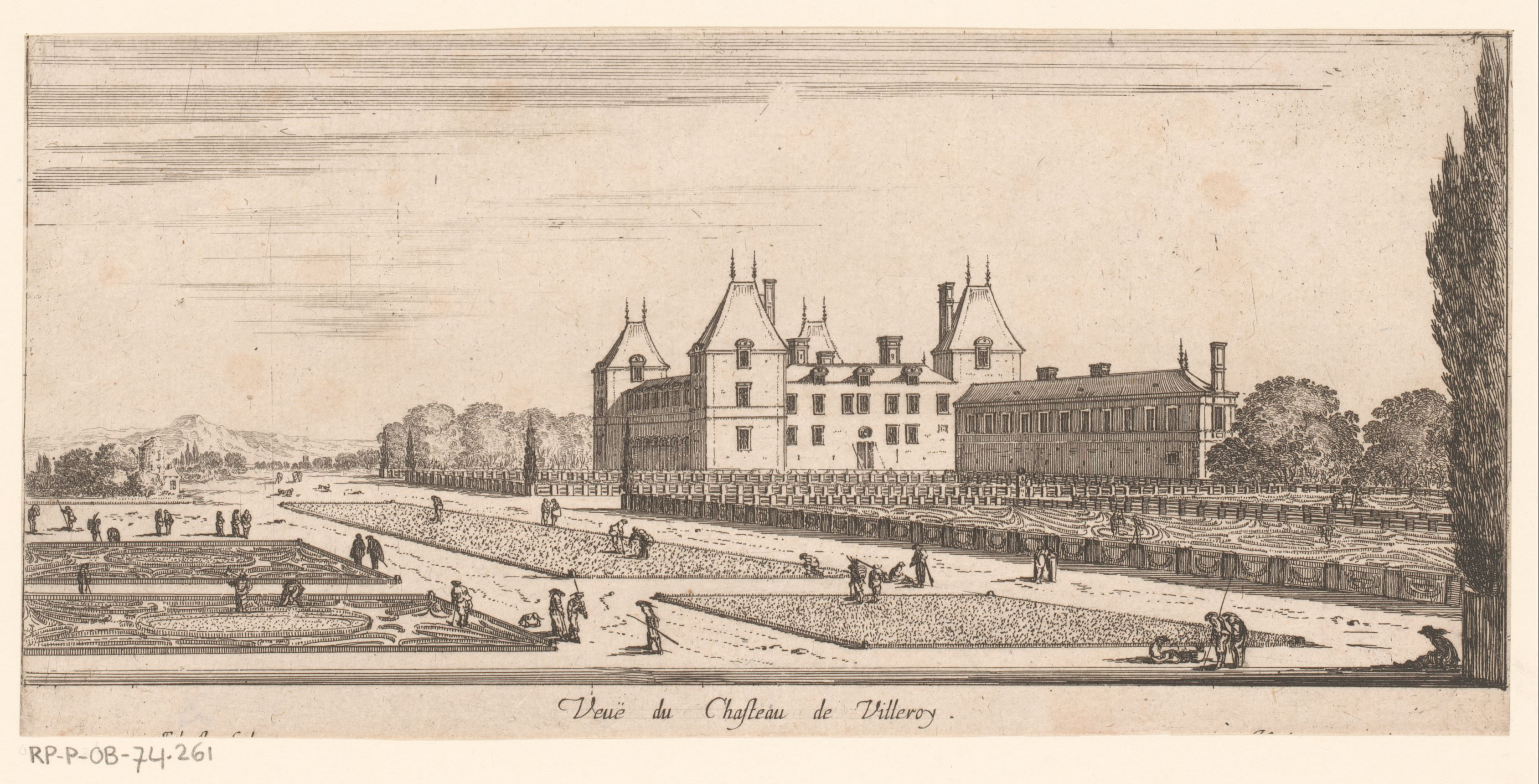
Château de Villeroy, vu en perspective côté parc au XVIIe siècle - Israël Silvestre

## LeXIXesiècle
Le château de Villeroy est détruit dans le premier quart du XIXe siècle.
Il subsiste sur place les caves et le plan au sol du château disparu, deux bâtiments de dépendances, face à face, ayant abrité, l'un l'orangerie, l'autre des logements de domestiques, l'abreuvoir pour les chevaux situé à côté de l'orangerie, le réservoir utilisé pour l'alimentation en eau des bassins et fontaines du domaine, la glacière.

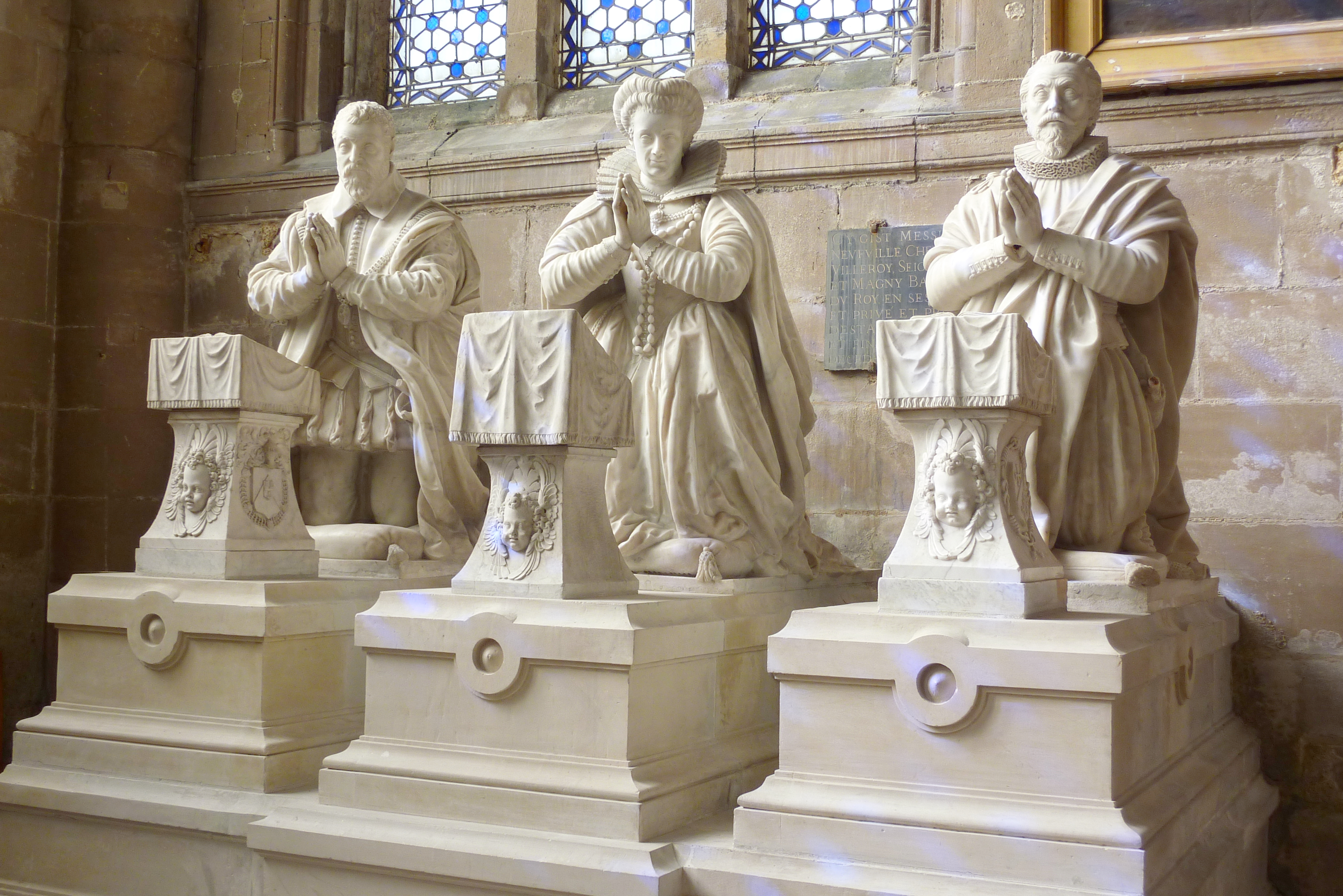
Orants de Nicolas III de Neufville de Villeroy, Madeleine de l'Aubépine (sculptés par Matthieu Jacquet) et Nicolas IV de Neufville de Villeroy (sculpté par Germain Jacquet), dans l'église Notre-Dame de la Nativité de Magny en Vexin.

Une cheminée du XVIe siècle provenant du château de Villeroy, attribuée au sculpteur Matthieu Jacquet, est achetée en 1801/1802 par Alexandre Lenoir pour le Musée des Monuments français et transférée en 1819 au Musée du Louvre, qui la conserve toujours,.  

## AuXXesiècle
À l'occasion d'une opération immobilière, l'ancien parc du château de Villeroy est devenu en 1972 la propriété de la commune de Mennecy. D'une surface de 108 hectares, c'est aujourd'hui un parc, lieu de promenade, avec équipements. Ce parc comporte plusieurs alignements d'arbres, hêtres pourpres, platanes, séquoias géants, issus de plantations effectuées au XIXe siècle. L'allée de séquoias est classée Arbres remarquables de France,.

## Au XXIe siècle
L'ensemble du site est inscrit au titre des monuments historiques depuis un arrêté du 1er mars 2022.